# Egil Gjelland
Egil Gjelland, né le 22 novembre 1973, est un biathlète norvégien. Il est champion olympique du relais en 2002 et champion du monde dans la même discipline en 2005. Actif de 1995 à 2007 dans l'équipe nationale, il a remporté une victoire individuelle dans sa carrière en décembre 2004.

## Biographie
Il s'est marié avec une autre biathlète de haut niveau, Ann Elen Skjelbreid.
Egil Gjelland fait son apparition en Coupe du monde lors de la saison 1995-1996 à Östersund (17e). En 1996-1997, il monte sur ses premiers podiums en relais et obtient la médaille d'argent de cette épreuve aux Championnats du monde à Osrblie. En 1998, il connaît enfin le goût de la victoire, remportant deux relais à Östersund et Oslo, ainsi que le titre de champion du monde de la course par équipes avec Sylfest Glimsdal, Halvard Hanevold et Ole Einar Bjørndalen. Il participe aux Jeux olympiques 1998 à Nagano, se classant treizième du sprint, puis décrochant la médaille d'argent du relais. De retour en Coupe du monde juste après les Jeux, Gjelland monte sur le podium grâce à un sans faute au tir qui le place deuxième de l'individuel à Pokljuka.
En 2000, il est vice-champion du monde de relais et en 2001 il est médaillé de bronze aux mondiaux. Cette année là, il ajoute trois podiums individuels à son palmarès, obtenus à Ruhpolding, Oberhof et Oslo.
En 2002, il s'illustre seulement en relais, devenant notamment champion olympique à Salt Lake City, en compagnie de Frode Andresen, Halvard Hanevold et Ole Einar Bjørndalen.

## Palmarès

### Jeux olympiques d'hiver
| Épreuve / Édition      | Individuel | Sprint | Poursuite                        | Relais                             |
| ---------------------- | ---------- | ------ | -------------------------------- | ---------------------------------- |
| JO 1998 Nagano         | —          | 13e    | Épreuve inexistante à cette date | Médaille d'argent, Jeux olympiques |
| JO 2002 Salt Lake City | 16e        | 24e    | 15e                              | Médaille d'or, Jeux olympiques     |

Légende :
- : épreuve inexistante lors de cette édition.

### Championnats du monde
| Mondiaux \ Épreuve       | Individuel        | Sprint            | Poursuite                        | Départ en masse                  | Relais                    | Course par équipes               |
| 1996 Ruhpolding          | 36e               | —                 | Épreuve inexistante à cette date | Épreuve inexistante à cette date | 4e                        | —                                |
| 1997 Osrblie             | —                 | —                 | —                                | Épreuve inexistante à cette date | Médaille d'argent, monde  | 4e                               |
| 1998 Pokljuka Hochfilzen | JO Nagano         | JO Nagano         | 36e                              | Épreuve inexistante à cette date | JO Nagano                 | Médaille d'or, monde             |
| 2000 Oslo / Lahti        | —                 | 28e               | 22e                              | 21e                              | Médaille d'argent, monde  | Épreuve inexistante à cette date |
| 2001 Pokljuka            | 14e               | 4e                | 5e                               | 15e                              | Médaille de bronze, monde | Épreuve inexistante à cette date |
| 2002 Oslo                | JO Salt Lake City | JO Salt Lake City | JO Salt Lake City                | 22e                              | JO Salt Lake City         | Épreuve inexistante à cette date |
| 2003 Khanty-Mansiïsk     | 6e                | 14e               | 22e                              | 19e                              | 4e                        | Épreuve inexistante à cette date |
| 2004 Oberhof             | 35e               | —                 | —                                | 26e                              | Médaille d'argent, monde  | Épreuve inexistante à cette date |
| 2005 Hochfilzen          | 17e               | 12e               | 22e                              | 28e                              | Médaille d'or, monde      | Épreuve inexistante à cette date |

Légende :

 : première place, médaille d'or

 : deuxième place, médaille d'argent

 : troisième place, médaille de bronze

 : épreuve inexistante à cette date

— : pas de participation à cette épreuve

### Coupe du monde
- Meilleur classement général : 7e en 2001.
- 7 podiums en épreuve individuelle : 1 victoire, 2 deuxièmes places et 4 troisièmes places.
- 38 podiums en relais : 14 victoires, 16 deuxièmes places et 8 troisièmes places.

#### Détail de sa victoire individuelle
| Saison / Épreuve | Individuel | Sprint | Poursuite | Départ en masse | Total |
| 2004-2005        | -          | -      | Östersund | -               | 1     |
| Total            | 0          | 0      | 1         | 0               | 1     |

#### Classements annuels
| Année | Classement général final |
| 1996  | 29e                      |
| 1997  | 47e                      |
| 1998  | 27e                      |
| 2000  | 27e                      |
| 2001  | 7e                       |
| 2002  | 13e                      |
| 2003  | 13e                      |
| 2004  | 12e                      |
| 2005  | 13e                      |
| 2006  | 58e                      |
| 2007  | 60e                      |

### Championnats d'Europe
- Médaille d'or de l'individuel en 2007.
- Médaille d'argent du relais en 2007.
- Médaille de bronze de la poursuite en 2007.